# 澠池県
澠池県（べんち-けん、拼音：Miǎnchí）は、中華人民共和国河南省三門峡市に位置する県。旧称は黽池県。仰韶文化という名称の由来となった新石器時代の遺跡が仰韶村（仰韶鎮）にある。

## 地理
澠池県は黄河南岸にあり、三門峡市内の東北部に位置する。西には陝州区、東には洛陽市新安県、南に洛寧県・宜陽県があり、義馬市とは東側以外の三方向から囲むように接している。

## 歴史
戦国時代の紀元前338年、秦の商鞅がこの地で処刑された。紀元前279年、趙王と秦王の会見が行われ、藺相如が秦王と堂々と渡り合って趙の面目を保った。

## 行政区画
- 鎮:城関鎮、英豪鎮、張村鎮、洪陽鎮、天池鎮、仰韶鎮
- 郷:仁村郷、果園郷、陳村郷、坡頭郷、段村郷、南村郷